# St. Peter in Siffian

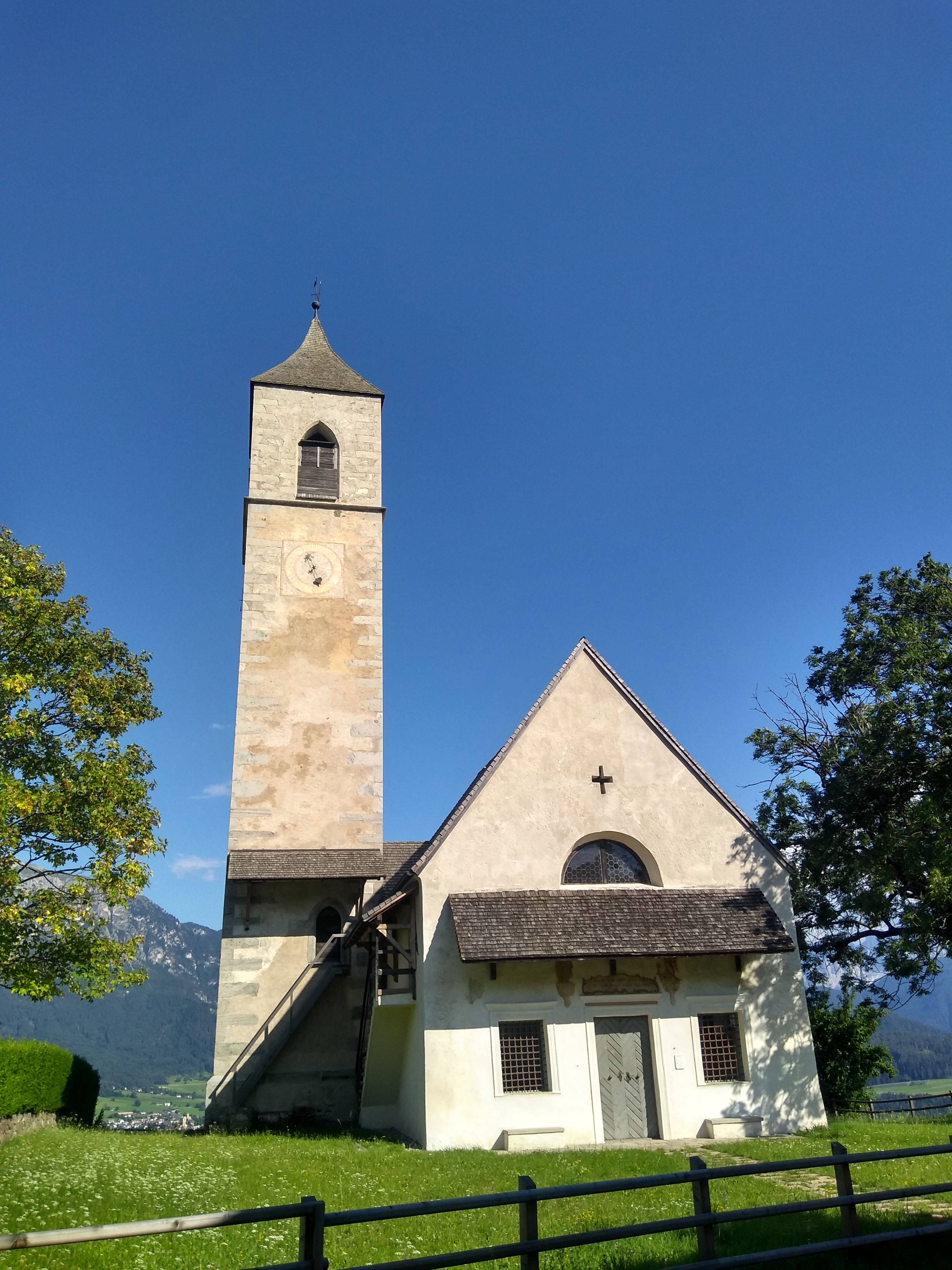
St. Peter in Siffian

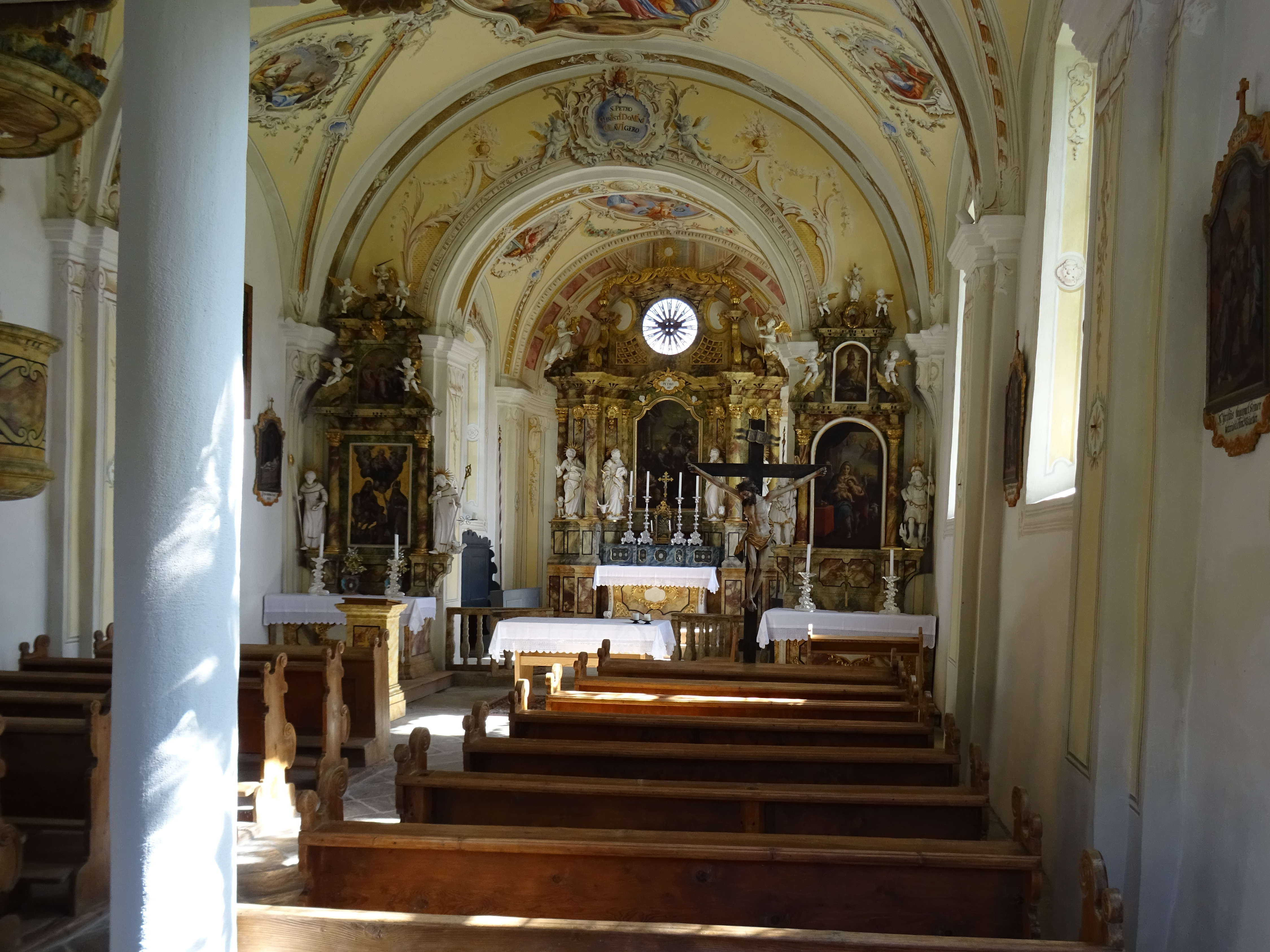
Innenraum

Die römisch-katholische Kirche St. Peter ist ein geschütztes Baudenkmal in Siffian, einer Fraktion der Gemeinde Ritten in Südtirol.

## Geschichte
Das Petrus-Patrozinium weist auf ein hohes Alter der Kirche hin. Die Filialkirche der Pfarrei Lengmoos wurde 1389 mit einer Mesnerstiftung erstmals urkundlich erwähnt. Der schlanke gotische Turm mit Spitzhelm kam im 15. Jahrhundert hinzu. Möglicherweise unter Verwendung des älteren romanischen Mauerwerks errichtete man 1673 ein neues Langhaus. 1702 wurden zwei neue Glocken angeschafft und um 1760 der Innenraum im Barockstil umgestaltet. Früher fanden in der Kirche mehrmals im Jahr gestiftete Gottesdienste statt. Nach den Schäden des Zweiten Weltkriegs erfolgte bis 1953 der Wiederaufbau. Am 11. Januar 1983 stellte das Südtiroler Landesdenkmalamt die Kirche unter Denkmalschutz.

## Ausstattung
Der Innenraum ist im Barockstil gehalten. Zur Ausstattung zählen drei barocke Altäre. Das Hochaltarblatt, den Kirchenpatron darstellend, schuf ein Maler Unterberger und die Wandgemälde um 1760 Joseph Ginner. Das wesentlich ältere Bild auf dem linken Seitenaltar soll aus der Schlosskapelle von Burg Stein stammen.